# Матч звёзд КХЛ 2015
7-й матч всех звёзд Континентальной хоккейной лиги состоялся 25 января 2015 года в Сочи на домашнем стадионе хоккейного клуба «Сочи» — Ледовом дворце «Большой» вместимостью 12 000 человек. Матч Звезд впервые проводили на арене клуба, проводящего первый сезон в КХЛ.

## События, предшествовавшие матчу
28 ноября открылся официальный сайт матча звёзд-2015. 23 декабря закончилось голосование любителей хоккея, выбиравших стартовые составы команд Западной и Восточной конференций. 29 декабря завершилось голосование представителей аккредитованных КХЛ средств массовой информации, определявших вторые пятёрки и вторых вратарей сборных Запада и Востока. 13 января стали известны тренеры сборных Запада и Востока.

## Билеты
8 декабря КХЛ объявила о начале продаж билетов на матч звёзд. Их стоимость составляла от 300 до 1700 рублей.

## Составы команд
Первые пятёрки и голкиперы команд Востока и Запада (в таблице они выделены жирным шрифтом) были выбраны путём открытого голосования на официальном сайте Матча звёзд КХЛ, которое прошло с 10 по 23 декабря 2014 года. Вторые звенья и вратари определялись голосованием представителей аккредитованных КХЛ СМИ.
| Команда Запада                       | Команда Востока                              |
| Вратари                              | Вратари                                      |
| ------------------------------------ | -------------------------------------------- |
| 1 Александр Ерёменко («Динамо» М)    | 21 Якуб Коварж («Автомобилист»)              |
| 40 Станислав Галимов (ЦСКА)          | 53 Александр Салак («Сибирь»)                |
| Защитники                            |                                              |
| 13 Райан Гундерсон («Йокерит»)       | 4 Кирилл Кольцов («Салават Юлаев»)           |
| 22 Никита Зайцев (ЦСКА)              | 44 Крис Ли («Металлург» Магнитогорск)        |
| 42 Никита Щитов («Сочи»)             | 5 Илья Никулин («Ак Барс»)                   |
| 55 Ник Бэйлен («Динамо» Мн)          | 6 Патрик Херсли («Сибирь»)                   |
| 94 Андрей Миронов («Динамо» М)       | 26 Эрик Густафссон («Авангард»)              |
| 97 Мэттью Гилрой («Атлант»)          | 39 Майк Ландин («Барыс»)                     |
| Нападающие                           |                                              |
| 8 Войтек Вольский («Торпедо»)        | 9 Найджел Доуз («Барыс»)                     |
| 9 Дмитрий Кагарлицкий («Северсталь») | 10 Сергей Мозякин («Металлург» Магнитогорск) |
| 12 Стив Мозес («Йокерит»)            | 18 Дмитрий Кугрышев («Сибирь»)               |
| 16 Сергей Плотников («Локомотив»)    | 22 Юрий Петров («Лада»)                      |
| 17 Илья Ковальчук (СКА)              | 25 Данис Зарипов («Металлург» Магнитогорск)  |
| 19 Паскаль Пеллетье («Медвешчак»)    | 27 Денис Паршин («Авангард»)                 |
| 20 Андре Петерссон («Сочи»)          | 51 Джастин Азеведо («Ак Барс»)               |
| 27 Игорь Григоренко (ЦСКА)           | 74 Сергей Костицын («Ак Барс»)               |
| 87 Вадим Шипачёв (СКА)               | 97 Никита Гусев («Югра»)                     |
| Тренеры                              |                                              |
| Дмитрий Квартальнов (ЦСКА)           | Андрей Скабелка («Сибирь»)                   |
| Харийс Витолиньш («Динамо» М)        | Майк Кинэн («Металлург» Магнитогорск)        |

## Судьи
Главные судьи:
- Александр Черенков
- Сергей Карабанов

Линейные судьи:
- Пётр Алёшин
- Виктор Томилов

## Мастер-шоу

### Эстафета на скорость
Запад: Войтек Вольски (Торпедо), Дмитрий Кагарлицкий (Северсталь), Андре Петерссон (ХК Сочи)
Восток: Дмитрий Кугрышев (Сибирь), Никита Гусев (Югра), Денис Паршин (Авангард). 
Победитель: Запад. Лучший результат – Войтек Вольски.

### Эстафета «Змейка»
Запад: Райан Гундерсон (Йокерит), Ник Бэйлен (Динамо Мн), Паскаль Пеллетье (Медвешчак), Игорь Григоренко (ЦСКА), Вадим Шипачев (СКА).
Восток: Майк Ландин (Барыс), Кирилл Кольцов (Салават Юлаев), Сергей Костицын (Ак Барс), Джастин Азеведо (Ак Барс)
Победитель: Восток

### Броски на точность
Запад: Сергей Плотников (Локомотив), Мэтт Гилрой (Атлант), Илья Ковальчук (СКА).
Восток: Крис Ли (Металлург Мг), Джастин Азеведо (Ак Барс), Сергей Мозякин (Металлург Мг). 
Победитель: Запад. Лучший результат – Мэтт Гилрой.

### Сила броска
Запад: Андрей Миронов (Динамо Мск), Никита Щитов (ХК СОЧИ), Никита Зайцев (ЦСКА).
Восток: Эрик Густафссон (Авангард), Патрик Херсли (Сибирь), Илья Никулин (Ак Барс).
Победитель: Восток. Лучший результат – Патрик Херсли (Сибирь).

### Мощная атака — надёжная защита
Победитель: Восток.

### Эффектный буллит
Запад: Андрей Миронов (Динамо Мск), Войтек Вольски (Торпедо), Стив Мозес (Йокерит).
Восток: Найджел Доус (Барыс), Данис Зарипов (Металлург Мг), Никита Гусев (Югра). 
Победитель: Запад. Самая эффектная попытка – Андрей Миронов

### Эстафета на скорость
Запад: Станислав Галимов (ЦСКА), Ник Бэйлен (Динамо Мн), Райан Гундерсон (Йокерит), Андре Петерссон (Сочи), Сергей Плотников (Локомотив), Дмитрий Кагарлицкий (Северсталь).
Восток: Александр Салак (Сибирь), Майк Ландин (Барыс),

## Ход игры
| 25 января 2015 19:00 (UTC+1) | Команда Ковальчука | 16:18 (6:5, 3:7, 7:6) | Команда Зарипова | Большой Зрителей: 12 000 |

| Отчёт | Отчёт                                | Отчёт | Отчёт                       | Отчёт |
| --- | ------------------------------------ | --- | --------------------------- | ----- |
| |                                      | |                             |       |
| | Александр Ерёменко Станислав Галимов | Вратари | Якуб Коварж Александр Салак |       |
| |                                      | |                             |       |
| Вольски 5', 59' Бэйлен 7' Щипачев 9' Ковальчук 12', 16', 47', 52' Щитов 14' Миронов 23' Плотников 36', 50' Мозес 38', 57' Пеллетье 43' Григоренко 50' |                                      | Паршин 5', 53' Мозякин 11', 30', 37', 51', 57', 58' Гусев 14', 46' Костицын 15', 25' Ландин 18' Петров 24' Кугрышев 28' Зарипов 30' Доус 38' Азеведо 56' |                             |       |
| |                                      | |                             |       |
| |                                      | |                             |       |
| |                                      | |                             |       |
| |                                      | |                             |       |
| |                                      | |                             |       |

## Матч легенд
25 января в Сочи был сыгран Матч легенд.
| 25 января 2015 18:00 (UTC+1) | Команда Каменского | 3 : 5 (2:2, 1:3) | Команда Коваленко |  |

| Отчёт | Отчёт           | Отчёт   | Отчёт         | Отчёт |
| ----- | --------------- | ------- | ------------- | ----- |
|       |                 |         |               |       |
|       | Владимир Мышкин | Вратари | Андрей Малков |       |
|       |                 |         |               |       |
|       |                 |         |               |       |
|       |                 |         |               |       |
|       |                 |         |               |       |
|       |                 |         |               |       |
|       |                 |         |               |       |
|       |                 |         |               |       |